# Tawwabun
Els tawwabun o tawwabs (àrab: التوّابون, at-Tawwābūn, ‘els Penitents’, en singular التوّاب, at-Tawwāb) fou un moviment revolucionari alida oposat als omeies, sorgit principalment a Kufa.
Després de la batalla de Karbala (680) i la mort d'al-Hussayn ibn Alí, cinc caps alides de Kufa es van reunir per fundar la confraria dels Tawwàbun i en van designar líder a Sulayman ibn Surad, amb el títol d'amir at-Tawwabín, que va rebre suport dels alides de Madain i Bàssora. El moviment va romandre clandestí fins a la mort de Yazid I, el novembre del 683, aleshores Kufa es va posicionar a favor d'Ibn ax-Zubayr. Els Tawwabun van organitzar un exèrcit per marxar contra els omeies i venjar al-Hussayn, i, tot i el seu reduït nombre —uns tres mil—, van aconseguir algunes victòries al novembre. Tanmateix, el 4 a 6 de gener del 685 es va lliurar la batalla decisiva a Ras al-Ayn (Ayn al-Warda) i després de dos dies d'aparent victòria, finalment Sulayman i el seu segon van morir en combat i els Tawwabun foren derrotats i el seu moviment liquidat.